# Kněževes (Moravia meridionale)
Kněževes (in tedesco Knezowes) è un comune della Repubblica Ceca facente parte del distretto di Blansko, in Moravia Meridionale.